# Féminisme au Japon

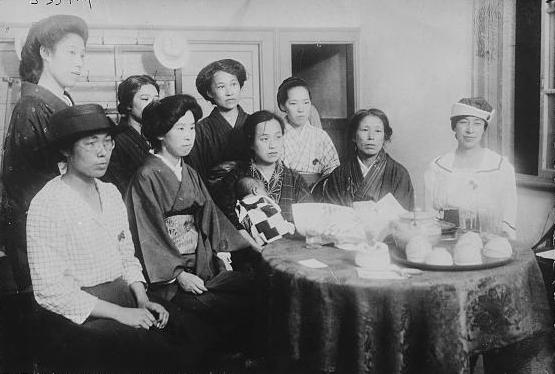
Réunion de militantes japonaises pour le droit de vote des femmes (Tokyo, avant 1940).

Le féminisme au Japon est un mouvement qui est apparu à la fin du XIXe siècle, et s'est surtout développé au XXe siècle, obtenant le droit de vote et l'inscription de l'égalité entre les sexes dans la nouvelle constitution en 1946.

## Situation des femmes avant l'ère Meiji
Jusqu'au XIVe siècle, les femmes sont relativement libres et bien éduquées. Elles conservent les biens qu'elles possèdaient avant leur mariage et, si elles deviennent veuves, elles exercent le pouvoir dans leur foyer. Peu à peu cependant, leurs droits sont limités et leur place dans la société se réduit pour qu'elles ne soient plus que des épouses et des mères sous la domination de leur époux. L'arrivée au pouvoir de femmes comme Hojo Masako ou Hino Tomiko, qui exercent de fait le rôle de shogun, est exceptionnelle.
À partir de l'ère Edo (1603-1868), la philosophie de Confucius, telle qu'elle est interprétée par des auteurs japonais comme Kaibara Ekiken qui font partie d'une école néo-confucéenne, domine la pensée japonaise et conduit à percevoir les femmes comme des êtres naturellement inférieurs. Avant le XIXe siècle, la tradition veut que les femmes japonaises obéissent à un homme : un père, un mari ou un fils.

## Histoire du féminisme au Japon

### XIXesiècle
Si des mouvements pour les droits des femmes sont attestés au Japon dès l'Antiquité, le féminisme moderne y apparaît à la fin du XIXe siècle. Certains observateurs pensent qu'il est issu de la pensée occidentale introduite au Japon après la restauration Meiji en 1868, mais d'autres soutiennent qu'il serait tout autant le fruit de l'évolution de la pensée autochtone. Le féminisme japonais se distingue du féminisme occidental par le fait qu'il est moins attaché à l'autonomie individuelle. Parmi les pionnières, figurent Kishida Toshiko et Kusunose Kita, membres du Mouvement pour la liberté et les droits démocratiques de la décennie 1874-1884, la première ayant été arrêtée pour ses critiques de la famille, et la seconde ayant provisoirement réussi à faire mettre en place le droit de votes des femmes dans sa ville. Le mouvement subit un coup d'arrêt avec deux lois successives sur l'interdiction des rassemblements politiques qui empêchent les femmes aussi de se réunir : en 1890, la loi sur les rassemblements et organisations politiques (集会及び政社法) et en 1900, la loi de police sur l’ordre public (ja).
Quoi qu'il en soit, après que la restauration Meiji a aboli le système féodal, le statut des femmes se transforme : le trafic des femmes est restreint, elles obtiennent le droit de demander le divorce et les filles celui de recevoir une éducation élémentaire.

### Début duXXesiècle

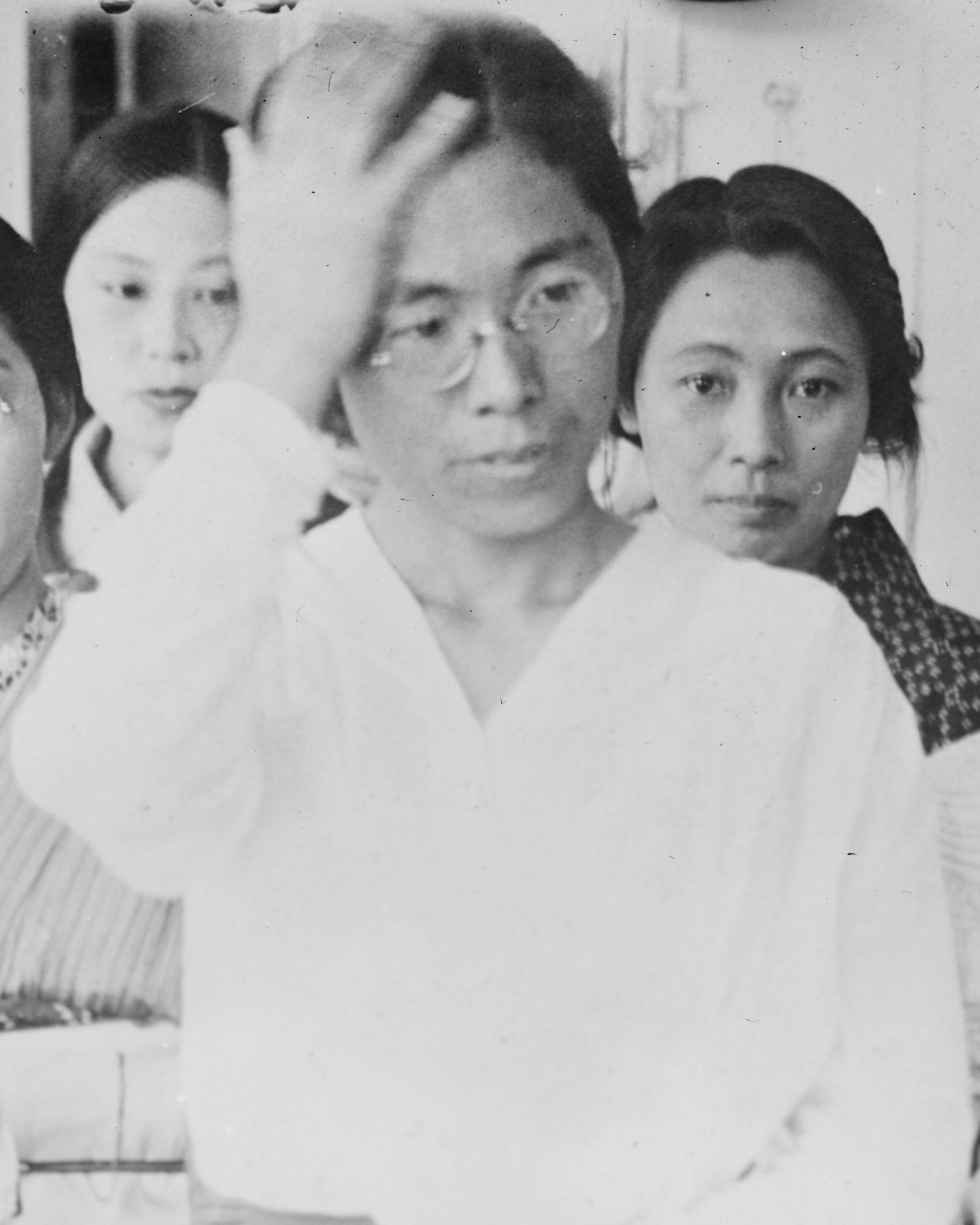
Ichikawa Fusae vers 1920.

La revue Bas bleus 青鞜 (Seitō) est la première revue féministe publiée au Japon. Fondée en 1911 par Raichô Hiratsuka, Yasumochi Yoshiko, Mozume Kazuko, Kiuchi Teiko et Nakano Hatsuko, elle permet de discuter et de militer pour l'égalité hommes-femmes.
En 1919, Raichō Hiratsuka, Fusae Ichikawa, Oku Mumeo et d'autres militantes fondent l'Association de la femme nouvelle (Shin Fujin Kyōkai), qui revendique des droits et protections au nom des femmes considérées comme classe sociale. Ce groupe se concentre sur deux revendications précises et lance deux pétitions correspondantes en janvier 1920. La première réclame la révision d'une loi qui interdit aux femmes toute activité politique, participation à des événements ou adhésion à un parti ; la deuxième concerne la prévention des maladies vénériennes et demande que les futurs maris soient examinés, et que le divorce soit autorisé en cas d'adultère, avec compensation des dépenses de santé. Aucune des deux pétitions n'est examinée par la Diète, mais en 1922, les femmes sont autorisées à assister aux réunions politiques, sans toutefois obtenir le droit de rejoindre des partis ou de voter.
La Société de la vague rouge (Sekirankai), créée en avril 1921 à l'initiative de militantes anarchistes avec Yamakawa Kikue, est la première organisation de femmes socialiste. Son manifeste, qui condamne le capitalisme, arguant qu'il fait des femmes « des esclaves et des prostituées », est écrit et imprimé pour être distribué pendant la manifestation du Premier mai 1921, à laquelle les militantes s'organisent pour participer. Toutes les femmes qui participent à cette manifestation sont arrêtées par la police. La Sekirankai s'engage dans une polémique avec la Shin Fujin Kyōkai, dont elle critique le manque de considération pour la classe ouvrière et l'absence de perspectives révolutionnaires. Fin 1921, la Sekirankai s'auto-dissout huit mois après sa création, sous une double pression gouvernementale et médiatique.

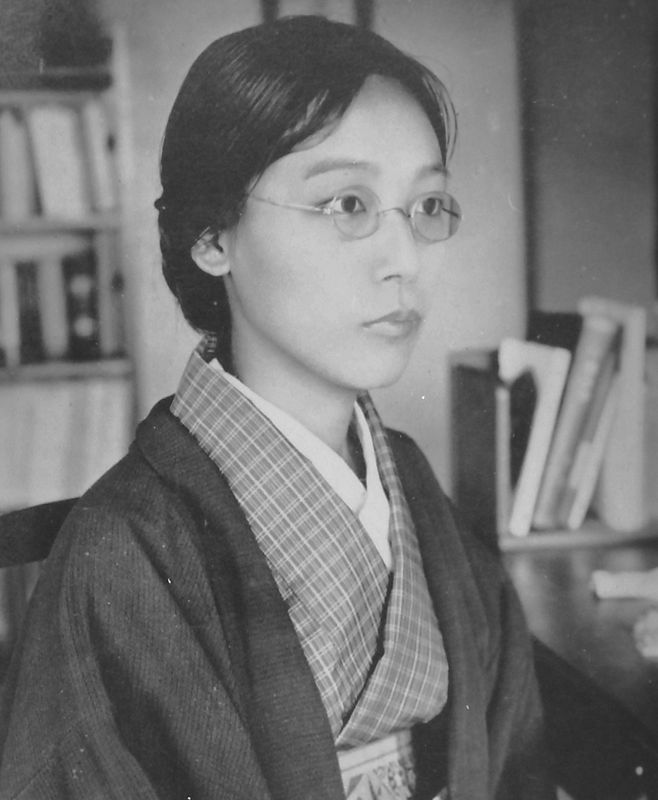
Yamakawa Kikue (1890-1980), écrivaine japonaise.

Des groupes sont parfois dissous ou interdits par le gouvernement, mais d'autres se reforment et les militantes continuent à formuler leurs revendications. Certaines demandent des droits politiques, d'autres se concentrent sur la prostitution ; les épouses font campagne pour améliorer leur condition domestique. Après le séisme du Kantō en 1923, de nombreuses femmes s'engagent dans l'effort humanitaire. Des militantes socialistes, des chrétiennes et des femmes au foyer s'organisent pour aider aux secours nécessaires. Le 28 septembre 1923, 100 dirigeantes de 43 organisations se rassemblent ainsi pour former la Fédération des organisations de femmes de Tokyo (Tokyo Rengo Funjinkai), qui devient dans les années suivantes une des plus grandes organisations de femmes et accueille, à la suite d'un meeting en novembre 1924, une section dédiée au droit de vote des femmes (Fusen Kakutoku Domei). Cette section publie un manifeste qui déclare que les femmes ont « la responsabilité de détruire les coutumes qui existent dans ce pays depuis 2 500 ans et de construire un nouveau Japon qui favorise les droits naturels des hommes et des femmes ».
En février 1925, la Diète légifère sur le suffrage universel masculin. Un mois plus tard, elle examine le suffrage féminin, entre d'autres propositions défendues par les organisations féministes, qui sont toutes rejetées. Par la suite, l'invasion de la Mandchourie en 1931 et la marche du Japon vers la Seconde Guerre mondiale engendrent une intensification de la propagande gouvernementale, de la censure et de la répression. Dans ce contexte, certaines féministes se concentrent sur la protection des travailleurs, les droits des mères célibataires et d'autres revendications de réformes sociales. En parallèle, de plus en plus de groupes féministes et d'organisations militantes de gauche, qui avaient été en radicale opposition au gouvernement, adoptent progressivement ses vues nationalistes et expansionnistes. La répression joue un rôle certain dans cette évolution : une militante comme Yamakawa Kikue, qui reste fidèle à ses idées, se voit systématiquement censurée tandis que son mari Hitoshi Yamakawa, un autre militant important, est jeté en prison en 1937 lorsque le gouvernement tente de faire taire toute opposition au déclenchement de la guerre sino-japonaise.

### Après la Seconde Guerre mondiale

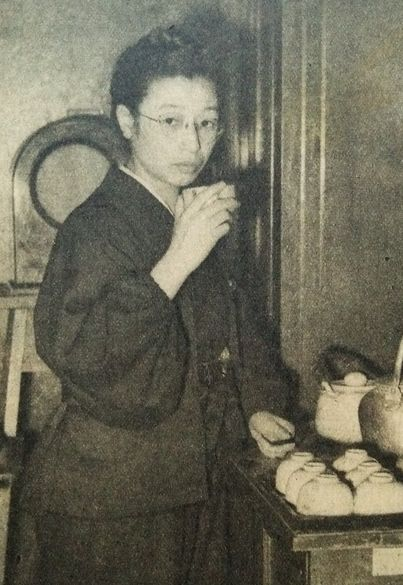
Matsutani Tenkoko, une des premières femmes député au Japon.

D'importantes réformes ayant trait à la condition des femmes japonaises ont lieu après la Seconde Guerre mondiale. Après la défaite de l'empire du Japon en 1945, les forces d'occupation militaire dirigées par le général Douglas MacArthur imposent la rédaction d'une nouvelle constitution. Sous la pression américaine, les femmes obtiennent alors le droit de vote, et l'égalité entre les sexes est inscrite dans la constitution de 1947 ; cette dernière mesure est une première mondiale. Trente-neuf femmes sont élues députées, parmi lesquelles Kiyoko Miki et Tenkoko Sonoda.
En 1970, dans le cadre du mouvement contre la guerre du Vietnam, de l'émergence d'une Nouvelle gauche et d'un mouvement étudiant radical, apparaît l'équivalent japonais de la deuxième vague féministe ailleurs dans le monde, sous le nom ūman ribu (« woman lib »). Ce renouveau a lieu en même temps que les mouvements féministes radicaux américains, ainsi que dans d'autres pays, ce qui participe à amplifier le militantisme féministe des années 1970 et des décennies suivantes. Les militantes, Mitsu Tanaka en tête, proposent une critique globale du Japon moderne dominé par les hommes, et réclament un changement en profondeur du système économique, politique et culturel. Leur insistance sur la libération des sexes (sei no kaihō) les distingue des anciens mouvements ; elles ne visent pas seulement l'égalité homme-femme, mais aussi la libération des hommes de l'oppression d'un système patriarcal et capitaliste.
La Convention sur l'élimination de toutes les formes de discrimination à l'égard des femmes, adoptée par l'ONU en 1979, est ratifiée par le gouvernement japonais en 1985. Malgré ces changements, le Japon reçoit des mauvaises notes dans le Guide mondial des droits de l'Homme jusqu'en 1986, concernant le statut de la femme. Encore aujourd'hui, c'est l'un des pays industrialisés dans le monde où les inégalités entre femmes et hommes sont les plus grandes, d'après un rapport du forum de Davos.

## AuXXIesiècle

### Haine du féminisme
La revendication d'une appartenance au féminisme est très mal perçue au XXIe siècle. En effet selon une opinion répandue, et bien que cela ne reflète pas la réalité, les femmes seraient parvenues du fait de lois antidiscriminatoires à une égalité totale avec les hommes. Dès lors, se revendiquer du  féminisme reviendrait à contester cette absence de discrimination et attire l'hostilité ou la perception de personnalités mentalement dérangées. Selon le sociologue Shinichi Matsui, sous l'effet du néolibéralisme, le Japon aurait ainsi atteint une ère de post-féminisme, où le girl power met plus en avant les réussites individuelles qu'une amélioration globale du sort des femmes, avec, vu de leur côté, une grande importance attribuée à l'apparence. De fait, de nombreuses femmes attestent être stigmatisées comme haineuses ou hystériques quand elle tentent de faire valoir les droits des femmes, alors que le pays occupe en 2019 la 121e place sur 153 pays dans le classement mondial des inégalités de genre du Forum économique mondial, et la seule mention de féminisme engendre un sentiment de malaise ou de rejet.

### Condition des femmes, actions féministes et évolutions législatives
Après avoir rejeté une première fois en 1998 une loi sur les violences conjugales, en 2001, le parlement japonais vote la première loi sur le sujet, après l'électrochoc d'un sondage réalisé par le Cabinet mettant en évidence qu'une femme sur 10 avait connu des violences sévères de la part de leur partenaire. Cette loi a notamment permis la mise en place de plus nombreux abris au travers du Japon et une meilleure communication sur le sujet. À partir d'une définition très physique au départ (violences, coups, agressions sexuelles, stalking...), la loi incorpore ensuite les violences psychologiques et financières. Vue comme un premier pas, elle est cependant considérée comme insuffisante par la suite. Des chercheurs, comme Kanoko Kamata, pointent que ces actes de violence relèvent du code civil et ne sont assortis d'aucune amende, pénalité, soins ou suivi. D'autres, comme Masahiro Tsushima, relèvent également que les effectifs de la police sont à plus de 90 % composés d'hommes et que les victimes peuvent ne pas être en confiance pour les contacter.
Également en 2001, le gouvernement se dote d'un Bureau dédié à l'égalité hommes-femmes (en) directement rattaché au Cabinet du Premier ministre. Il est chargé d'études et de recherches sur les questions d'égalité de genre et publie ses résultats tous les ans dans un livre blanc. En partenariat avec le Conseil à l'égalité des genres, il définit et coordonne les politiques sur le sujet.

En 2017, la loi relative aux viols et aux crimes sexuels a été amendée pour inclure tous les types de pénétration, après des campagnes de longues durées d'organisations féministes comme Tomorrow Girls Troop. Elle a été amendée une nouvelle fois en 2023 pour retirer l'obligation faite à la victime de démontrer avoir refusé ou lutté, obligation impossible à satisfaire en cas d'usage d'alcool ou de drogues ou cas d'emprise ou d'abus de pouvoir. Elle criminalise la prise de photos ou vidéos non consenties. Enfin, elle étend le délai de prescription de 10 à 15 ans. Ces amendements font suite à des manifestations dites Flower Demos, qui se sont multipliées au Japon entre 2019 et 2023. Ces manifestations pointaient du doigt les limites de la loi d'alors, à la suite de plusieurs acquittements de personnes reconnaissant les agressions, mais dont les actes ne correspondaient pas à la définition du viol.

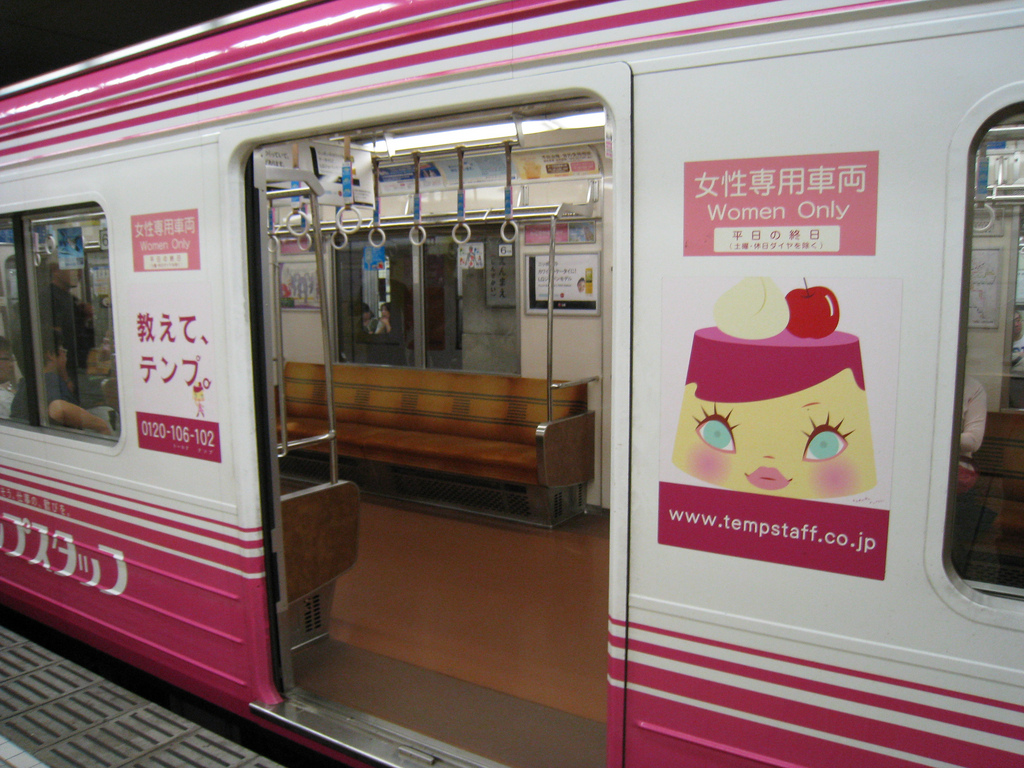
Voiture de métro réservée aux femmes (2012).

En 2018, l'école de médecine la mieux classée du pays, l'université de médecine de Tokyo, reconnaît avoir manipulé depuis 2006 ses examens d'entrée afin que les étudiantes soient moins nombreuses à intégrer l'établissement, estimant qu'il s'agissait d'« un mal nécessaire » puisque parvenues à des postes élevés dans la hiérarchie, les femmes démissionneraient « inévitablement » une fois devenues mères,. 28 candidates refoulées portent plainte et demandent une indemnisation totale de 152 millions de yens . 27 des 28 plaignantes se voient accorder 18,3 millions de yens en 2022.
Début 2019, Ishikawa Yumi crée le mouvement KuToo, afin de s'opposer au port obligatoire des talons pour les femmes dans le monde du travail. En réaction, le ministre du Travail et de la Santé Takumi Nemoto déclare qu'il s'agit d'une norme vestimentaire « nécessaire et appropriée ».
En 2020, le Japon ne compte que 10 % de femmes parlementaires. L'année précédente, le pays était classé 121e sur 153 en matière d’égalité hommes-femmes par le Forum économique mondial, perdant onze place par rapport au classement 2018.
À partir de novembre 2023, la pilule du lendemain est disponible en pharmacie, sans consultation médicale préalable. Initialement mise sur le marché en 2011, elle n'était délivrée que sur prescription médicale. Par ailleurs, elle n'était pas couverte par la sécurité sociale et le traitement pouvait couter 10 000 yens par pilule. Les associations féministes et étudiantes faisaient campagne sur le sujet depuis sa mise sur le marché. La campagne a notamment culminé par une pétition signée par plus de 100 000 personnes en 2020.
Deux Japonaises figurent dans le classement des 100 personnalités les plus influentes de l'année 2020 du magazine américain Time : la joueuse de tennis Naomi Osaka, soutien du mouvement Black Lives Matter, et la journaliste Shiori Itō, engagée contre les violences sexuelles.

### Situation des femmes dans le monde professionnel
En 1985, le taux d'activité des femmes n'est que de 53 %. En 1987, la loi sur l'égalité des sexes participe à faire augmenter ce nombre, mais qui atteint seulement 64 % en 2015, contre 84 % pour les hommes. En 1989, a lieu le premier procès pour harcèlement sexuel au travail.
En 2017, le taux d'emploi des femmes japonaises de plus de 65 ans est, à 33 % le plus élevé des pays de l'OCDE, soit 780 000 de plus qu'en 2012. Mais leur situation n'est pas égale à celle des hommes, le Forum économique mondial classant le Japon au 118e rang sur 144 pays en termes d'égalité de genre. Selon l'ONG Catalyst, les femmes occupent seulement 9 % des postes à responsabilité et sont soumises à des conditions de travail plus compliquées, liées au surmenage car elles doivent souvent choisir entre s'occuper du foyer et un travail, voire cumuler les deux, avec souvent des emplois précaires subalternes (notamment liés aux réformes Abenomics).
Ainsi, 60 % des Japonaises arrêtent de travailler à la naissance de leur premier enfant (chiffres de 2015). Si le congé maternité existe, il est employé par seulement 17 % des salariées. Dans la mentalité japonaise, une mère de famille qui travaille est mal considérée, comme celles qui font usage de ces congés, leur hiérarchie masculine faisant pression contre. Le manque de perspectives professionnelles, de capacité au retour à l'emploi après un arrêt, de places en crèches ou encore les traditions qui obligent les femmes à s'occuper de leurs parents âgés participent également de ce décrochage. Sur les 60 % d'actives, 44,2 % possèdent un emploi stable et à temps plein, contre 67,9 % en 1985, tandis que les femmes occupant des emplois à temps partiel est passé, pour les mêmes dates, de 28,5 % à 43,9 %. Le Premier ministre Shinzo Abe fait adopter en avril 2013 une « Déclaration d'action pour une société où les femmes brillent » et lance les « Womenomics » (avec pour objectif 30 % de femmes parmi les postes de direction à l'horizon 2020). En mars 2014, il crée un conseil pour la promotion de l’emploi des femmes. Ces mesures sont cependant loin d'être suffisantes, comme en témoigne l'échec d'un programme de 2014 à destination des entreprises de plus de 300 salariés, où une compensation financière était versée en échange de la promotion d'une salariée au rang de cadre : aucune n'y a souscrit. Depuis 2014, les deux parents peuvent bénéficier du congé maternité, dont l'allocation est augmentée ; cependant, seuls 2,3 % des pères l'ont sollicité. À destination du même type d'entreprises, un plan d'action est lancé en 2015. pour que celles qui présentent un programme d'actions en faveur des femmes soient valorisées dans un classement. Vingt-sept chefs de grandes entreprises lancent en parallèle une initiative visant à promouvoir leurs actions internes pour les femmes (réduction du temps de travail, formations, etc.).
Les Japonaises restent cependant souvent mal payées, reléguées à des emplois inférieurs et sont l'objet de harcèlement (environ 21 000 cas en 2013, deux fois plus qu'en 2002, même si l'ONG Matahara Net estime qu'une salariée sur quatre en serait victime, à cause d'une grossesse ou de la présence d'un jeune enfant). En conséquence, le taux de mariage des Japonaises chute (10 ‰ dans les années 1970, 5,3 ‰ dans les années 2010), ce qui entraîne une baisse de la natalité (respectivement 2,2 % à la première date et 1,42 à la seconde), alors que les naissances hors mariage restent rares.
En 2020, tirant le bilan des Abenomics, l'économiste Valérie Plagnol estime que la « la participation des femmes au travail a progressé, mais de façon marginale ». Il est vrai que cet indicateur n'a jamais été aussi haut, 67 % des femmes en 2019. Mais elles occupent toujours en majorité des emplois précaires et mal payés et l'objectif d'avoir 30 % de femmes à des postes à responsabilités a été reporté de 2020 à 2030. Elles doivent par ailleurs subir une pression sociale insidieuse (environ 70 % des Japonaises arrêtent de travailler après la naissance de leur premier enfant, confrontées à l'hostilité de leurs collègues). Depuis 2017 toutefois, le « harcèlement maternel » est puni par la loi.